# Astragalus daghestanicus
Astragalus daghestanicus — вид квіткових рослин з родини бобових (Fabaceae). Ареал охоплює такі країни: Дагестан.

## Середовище
Росте на сухих вапнякових схилах різної експозиції. Віддає перевагу кам'янистим місцям, позбавленим рослинного покриву, найчастіше зустрічається на скелях та крутих схилах. Це ксерофіт. Висота: 800–1500 метрів. Основними загрозами є втрата та деградація середовища існування, спричинені людиною, передусім надмірним випасом худоби, а також розширенням доріг та будівництвом військового поселення; одне з місць зростання розташоване поблизу дороги.